# Universell utformning av arbetsplatser

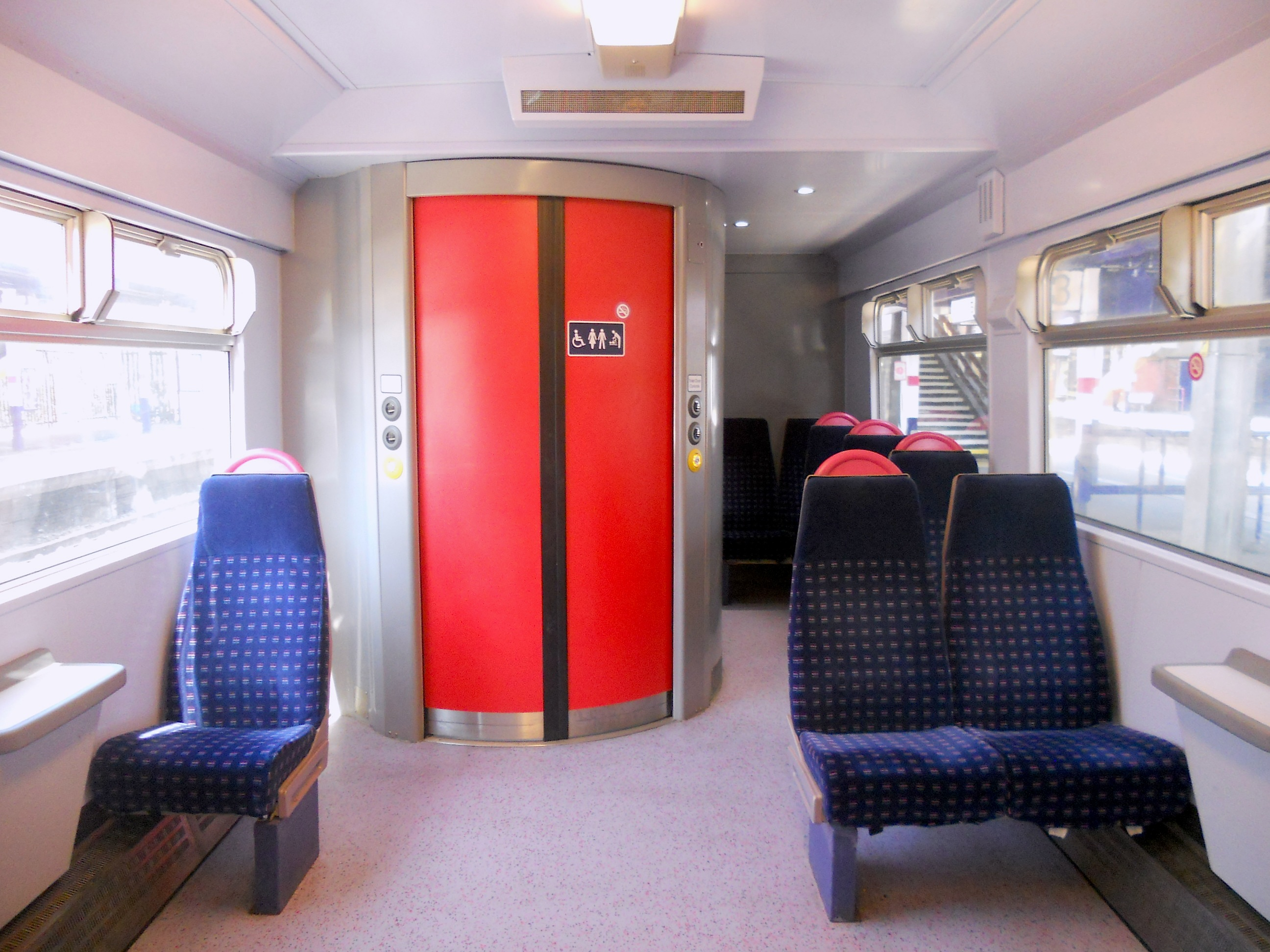
Ett exempel på universell design i den fysiska miljön.

Universell utformning av arbetsplatser (UUA) är en modell för hur arbetsplatser blir mer inkluderande och får ökad tillgänglighet genom att utveckla arbetsmiljö, arbetssätt och kompetensförsörjning. Modellen utvecklas genom ett projekt i samverkan mellan Akademikerförbundet SSR, CSR Sweden, Funktionsrätt Sverige, Arbetsgivarföreningen KFO, Randstad, Sveriges Företagshälsor, Swedavia och Vasakronan. Det delfinansieras av Europeiska socialfonden (ESF).
Universell utformning av arbetsplatser handlar om fysisk utformning, social miljö, organisering och ledarskap, samt rekrytering och kompetensförsörjning. Utgångspunkten är att skapa arbetsplatser där olikheter i form av till exempel funktionsnedsättning, ohälsa eller lägre språkkunskaper ryms och tas tillvara. Begreppet universell utformning kommer från Konventionen om rättigheter för personer med funktionsnedsättning, men UUA syftar alltså även till att inkludera ytterligare grupper än personer med funktionsnedsättningar. En aspekt av UUA är att motverka diskriminering, en annan är att öka konkurrenskraften genom att öka tillgången till rätt kompetens.. Frågor om lön och arbetsvillkor ingår inte i begreppet.
I en enkätundersökning från 2019 framgick att mindre än hälften av de tillfrågade kände till begreppet Universell Utformning, och kunskaperna var längre inom HR/arbetsmarknad än i andra undersökta sektorer.